# Couldn't Care Less
Couldn't Care Less är en låt framförd av musikgruppen Force MD's, inspelad till deras tredje studioalbum Touch and Go (1987).

## Bakgrund och utgivning
"Couldn't Care Less" skickades till amerikansk R&B-radio (urban contemporary) den 19 februari 1988 som den tredje officiella singeln från Touch and Go.

## Mottagande
Cash Box skrev: "Med en ny video till senaste singeln, den krispiga balladen 'Couln't Care Less', borde Force M.D.'s snart ha en ytterligare listvältare under bältet och en chans att slå igenom på popmarknaden, vilket är något gruppen har som ett av sina mål."
Under premiärveckan blev "Couldn't Care Less" veckans näst-mest tillagda musiksingel i radiostationers spellistor efter Gladys Knight och hennes "Loving On Next to Nothing" (MCA, 1988). Den 19 mars gick låten in på plats 41 på Top Black Singles sammansatt av Cash Box. Försäljningen av 12"-vinylskivor och kassettband av singeln kommande veckor gjorde att den klättrade uppför listan och ökade även försäljningen av Touch and Go. "Couldn't Care Less" nådde plats 20 på listan den 16 april vilket blev dess topposition. Den behöll placeringen i ytterligare en vecka. Den gick in på plats 40 på radiolistan Urban Contemporary sammansatt av Radio & Records den 4 mars. Den nådde plats 21 på listan den 8 april vilket blev dess topposition. I den konkurrerande musiktidningen Gavin Report nådde låten topp tjugo när den placerade sig på plats 17 den 8 april.

## Format och låtlistor
Enligt Discogs finns det 6 utgivningar av "Couldn't Care Less". Nedan listas ett urval som ej är identiska.
| 1. | "Couldn't Care Less" (Album Version) | |                         | 5:26 |
| 2. | "Couldn't Care Less" (Radio Edit)    | |                         | 3:58 |
| 3. | "Couldn't Care Less" (Instrumental)  | |                         | 6:05 |
| 4. | "Force M.D.'s House of Love Medley"  | Antoine Lundy, Robin Halpin, Trisco Pearson, S. Richardson, K. Gamble, L. Huff, M. Lascelles, G.Gurd, James Harris III, Terry Lewis | Jimmy Jam & Terry Lewis | 9:43 |

| 1. | "Couldn't Care Less" (Radio Edit)   | 3:58 |
| 2. | "Force M.D.'s House of Love Medley" | 9:43 |

## Medverkande
Information hämtad från Discogs
- Force MD's – sång, bakgrundssång
- Anne Godwin – låtskrivare
- Richard Scher – låtskrivare, producent
- Robin Halpin – producent, arrangemang, ljudmix
- Monica Lynch – chefsproducent

## Topplistor

### Veckolistor
| Lista (1988)                             | Topplacering |
| ---------------------------------------- | ------------ |
| USA Hot Black Singles (Billboard)        | 23           |
| USA Cash Box Top Black Singles           | 20           |
| USA Urban/Contemporary (Gavin Report)    | 17           |
| USA Urban Contemporary (Radio & Records) | 21           |

## Utgivningshistorik
| Land | Datum            | Utgåva     | Format                     | Skivbolag | Ref.  |
| ---- | ---------------- | ---------- | -------------------------- | --------- | ----- |
| USA  | 19 februari 1988 | Radio Edit | Radio (urban contemporary) | Tommy Boy | [ 1 ] |